# آمیکوس
آمیکوس (انگلیسی: Amicus) شرکت داروسازی آمریکایی است، که در سال ۲۰۰۲ تأسیس شد.